# Os Três Tenores

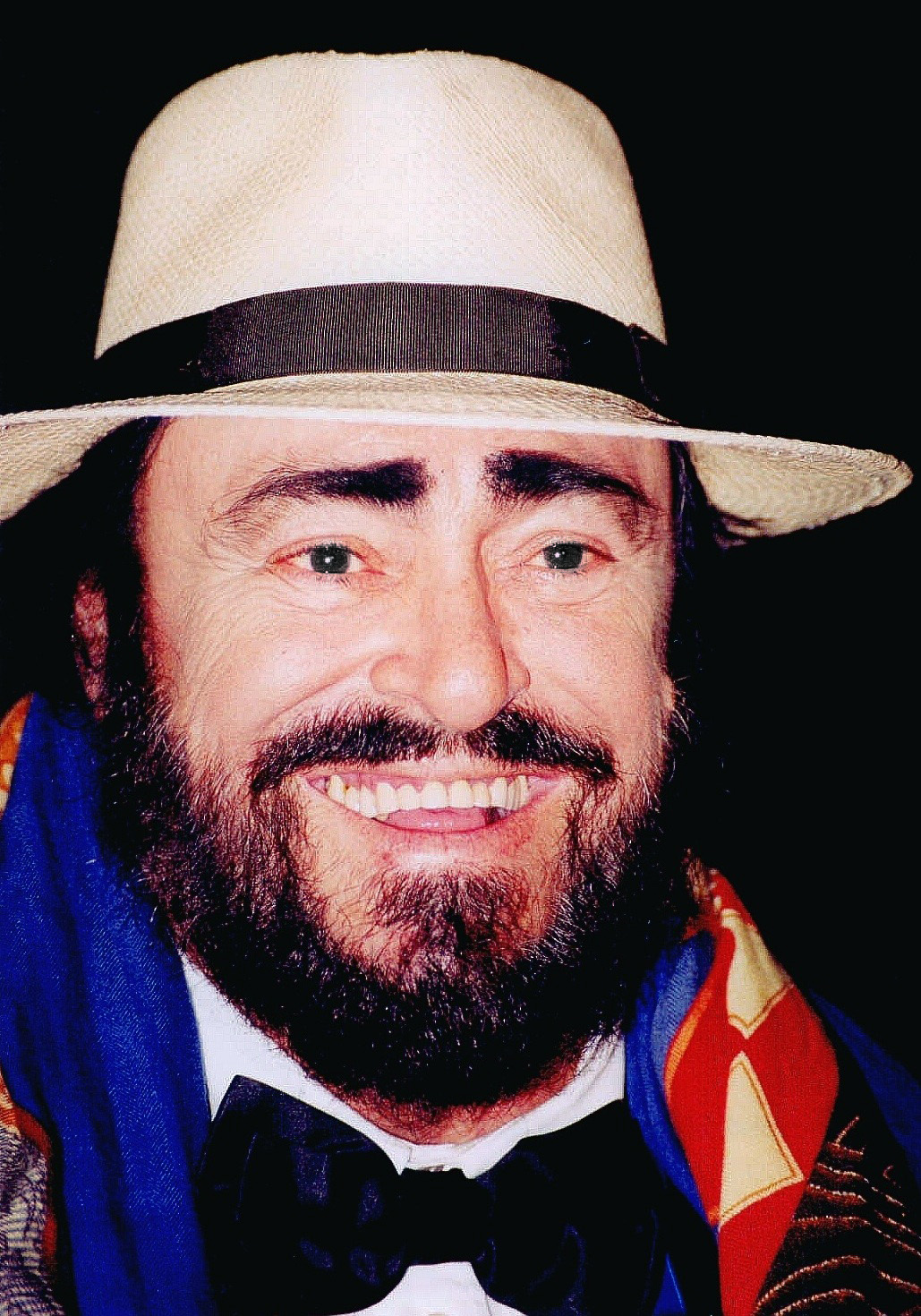
Luciano Pavarotti em 2004

Os Três Tenores foi um trio de tenores eruditos formado por Plácido Domingo, José Carreras e Luciano Pavarotti, que cantaram juntos, em concertos, durante a década de 1990 e no início da década de 2000. A primeira performance do trio ocorreu nas Termas de Caracala, em Roma, Itália, em 7 de julho de 1990 - no encerramento da Copa do Mundo de Futebol de 1990. Zubin Mehta conduziu a Orquestra Maggio Musicale Fiorentino e a Orquestra do Teatro da Ópera de Roma.

## História
O produtor italiano Mario Dradi teve a ideia inicial de um concerto, assim foi realizado o primeiro concerto, com o objetivo de arrecadar fundos para a Fundação Internacional de Leucemia de José Carreras e também, com o objetivo de Luciano Pavarotti e Plácido Domingo darem as boas-vindas ao seu amigo Carreras, em sua volta aos palcos líricos, depois de se recuperar da leucemia.
Os três cantaram juntos em concertos produzidos pelo húngaro Tibor Rudas, no Estádio dos Dodgers, em Los Angeles no encerramento da Copa do Mundo de 1994, com Zubin Mehta conduzindo a Filarmônica de Los Angeles; sob a Torre Eiffel em Paris, durante a Copa do Mundo de 1998, com James Levine conduzindo e no encerramento da Copa do Mundo de 2002, em Yokohama. Eles também se apresentaram juntos em outros países do mundo, atraindo centenas de milhares de pessoas. Em 2000, apresentaram-se no estádio do Morumbi, ao lado da Orquestra Sinfônica Municipal de São Paulo.
Os concertos foram um grande sucesso comercial e foram acompanhados por uma série de discos de sucessos, incluindo o The Three Tenors in Concert, gravado em 1990, entrando para o livro dos records, por ser o disco erudito mais vendido em toda a história. No concerto de 1994 e 1998, os três tenores lucraram 32 milhões de dólares.
O trio cantou um vasto repertório, desde musicais da Broadway até músicas napolitanas, passando pelo repertório erudito e popular. O trio ficou famoso pela ária Nessun Dorma da ópera Turandot de Giacomo Puccini e por O Sole Mio, de Eduardo di Capua.

## Imitações
O sucesso dos Três Tenores fez com que inúmeros cantores formassem um conjunto parecido, como os Tenores Israelenses, Tenores Australianos, Três Tenores Canadenses, os Dez Tenores, os Três Tenores e uma Soprano, as Três Sopranos, As Sopranos, os Três Mo' Sopranos, Os Três Contratenores, os Três Tenores Chineses, entre outros.

### Paródias e Sátiras
- Em 1995, os sambistas brasileiros Bezerra da Silva, Moreira da Silva e Dicró gravaram o cd Bezerra, Moreira e Dicró - Os 3 Malandros in Concert, sendo uma clara paródia dos 3 tenores.[2]
- Em 2010, O grupo de humor israelense Latma TV, postou no YouTube uma paródia da conhecida canção napolitana Funiculì Funiculà. No vídeo, que se chama "Os Três Terrores", os tais "três terrores" são: Ahmedido Domingo (Ahmadinejad), Erdogano Pavarotti (Erdoğan) e Assad Carreras (Bashar al-Assad) que empostam a voz para exaltar "os benefícios do terrorismo".[3]

## Lista de Concertos
| #  | Cidade, País                     | Local                    | Evento                 | Condutor               | Data                   |
| -- | -------------------------------- | ------------------------ | ---------------------- | ---------------------- | ---------------------- |
| 1  | Roma, Itália                     | Baths of Caracalla       | Copa do Mundo de 1990  | Zubin Mehta            | 7 De Julho de 1990     |
| 2  | Monte Carlo, Mónaco              | Opéra de Monte-Carlo     | Concerto Beneficente   | 9 De Junho de 1994     |                        |
| 3  | Los Angeles, Estados Unidos      | Dodger Stadium           | Copa do Mundo de 1994  | 16 De Julho de 1994    |                        |
| 4  | Tóquio, Japão                    | Kasumigaoka Stadium      | Turnê Mundial          | James Levine           | 29 De Junho de 1996    |
| 5  | Londres, Reino Unido             | Wembley Stadium          | 6 De Julho de 1996     |                        |                        |
| 6  | Viena, Áustria                   | Ernst Happel Stadion     | 13 De Julho de 1996    |                        |                        |
| 7  | Nova Jérsei, Estados Unidos      | Giants Stadium           | 20 De Julho de 1996    |                        |                        |
| 8  | Gotemburgo, Suécia               | Ullevi Stadium           | 26 De Julho de 1996    |                        |                        |
| 9  | Munique, Alemanha                | Olympic Stadium          | 3 De Agosto de 1996    |                        |                        |
| 10 | Dusseldórfia, Alemanha           | Rheinstadion             | 24 De Agosto de 1996   |                        |                        |
| 11 | Vancuver, Canadá                 | BC Place                 | 31 De Dezembro de 1996 |                        |                        |
| 12 | Toronto, Canadá                  | Skydome                  | 4 De Janeiro de 1997   |                        |                        |
| 13 | Melbourne, Austrália             | Melbourne Cricket Ground | Marco Armiliato        | 1 De Março de 1997     |                        |
| 14 | Miami, Estados Unidos            | Pro Player Stadium       | James Levine           | 8 De Março de 1997     |                        |
| 15 | Módena, Itália                   | Stadio Alberto Braglia   | Concerto Beneficente   | 17 De Junho de 1997    |                        |
| 16 | Barcelona, Espanha               | Camp Nou                 | Turnê Mundial          | 13 De Julho de 1997    |                        |
| 17 | Madri, Espanha                   | Teatro Real              | Concerto Beneficente   | Marco Armiliato        | 8 De Janeiro de 1998   |
| 18 | Paris, França                    | Campo de Marte           | Copa do Mundo de 1998  | James Levine           | 10 De Julho de 1998    |
| 19 | Tóquio, Japão                    | Tokyo Dome               | Turnê Mundial          | 9 De Janeiro de 1999   |                        |
| 20 | Pretória, África do Sul          | Union Buildings          | Marco Armiliato        | 18 De Abril de 1999    |                        |
| 21 | Detroit, Estados Unidos          | Tiger Stadium            | James Levine           | 17 De Julho de 1999    |                        |
| 22 | Viena, Áustria                   | Konzerthaus              | Concerto Natalino      | Steven Mercurio        | 23 De Dezembro de 1999 |
| 23 | San Jose, Estados Unidos         | San Jose Arena           | Turnê Mundial          | Marco Armiliato        | 29 De Dezembro de 1999 |
| 24 | Las Vegas, Estados Unidos        | Mandalay Bay             | 22 De Abril de 2000    |                        |                        |
| 25 | Washington, D.C., Estados Unidos | MCI Center               | James Levine           | 7 De Maio de 2000      |                        |
| 26 | Cleveland, Estados Unidos        | Browns Stadium           | Marco Armiliato        | 25 De Junho de 2000    |                        |
| 27 | São Paulo, Brasil                | Estádio do Morumbi       | 22 De Julho de 2000    |                        |                        |
| 28 | Chicago, Estados Unidos          | United Center            | Concerto Beneficente   | János Ács              | 17 De Dezembro de 2000 |
| 29 | Seul, República da Coreia        | Jamsil Olympic Stadium   | Turnê Mundial          | 22 De Junho de 2001    |                        |
| 30 | Pequim, China                    | Forbidden City           | 23 De Junho de 2001    |                        |                        |
| 31 | Iocoama, Japão                   | Yokohama Arena           | Copa do Mundo de 2002  | 27 De Junho de 2002    |                        |
| 32 | Saint Paul, Estados Unidos       | Xcel Energy Center       | Turnê Mundial          | 16 De Dezembro de 2002 |                        |
| 33 | Batônia, Reino Unido             | Royal Crescent           | 7 De Agosto de 2003    |                        |                        |
| 34 | Columbus, Estados Unidos         | Schottenstein Center     | 28 De Setembro de 2003 |                        |                        |

## Discografia

### Álbuns Ao Vivo
| Título                                | Detalhes                                                                                     | Condutor (maestro), Local de Apresentação, Informações da Performance                                                                       | Certificações                                                                     |
| ------------------------------------- | -------------------------------------------------------------------------------------------- | --- | --------------------------------------------------------------------------------- |
| Carreras Domingo Pavarotti in Concert | - Lançamento: 1990 - Selo: Decca - 1 prêmio Grammy Award e mais uma indicação - Brit Award   | Maestro: Zubin Mehta Maggio Musicale Fiorentino Orchestra Orchestra del Teatro Municipal di Roma (August 7, 1990, Terme di Caracalla, Rome) | : 3× platina : 5× platina : 3× platina : platina : 2× platina : ouro : 2× platina |
| The Three Tenors in Concert 1994      | - Lançamento: 1994 - Selo: Atlantic / WEA / MV - 2 indicações ao Grammy - 1 Gramophone Award | Maestro: Zubin Mehta Los Angeles Philharmonic Orchestra (August 16, 1994, Dodger Stadium, Los Angeles)                                      | : platina : 2× platina : 2× platina : 3× ouro : platina : platina : 2× platina    |
| The Three Tenors: Paris 1998          | - Lançamento: 1998 - Selo: Atlantic / Wea                                                    | Maestro: James Levine (July 10, 1998, Eiffel Tower, Paris)                                                                                  | : ouro : prata : ouro : ouro : ouro                                               |
| The 3 Tenors Christmas                | - Lançamento: 2000 - Selo: Sony (SK 89131)                                                   | Maestro"Steven Mercurio Vienna Symphony Orchestra (December 23, 1999, Vienna)                                                               | : ouro : prata : ouro                                                             |